# میهکل تیکس
میهکل تیکس (استونیایی: Mihkel Tiks؛ زادهٔ ۱ ژانویهٔ ۱۹۵۳) نویسنده، روزنامه‌نگار، و بازیکن بسکتبال اهل استونی بود.